# Landboreformerna

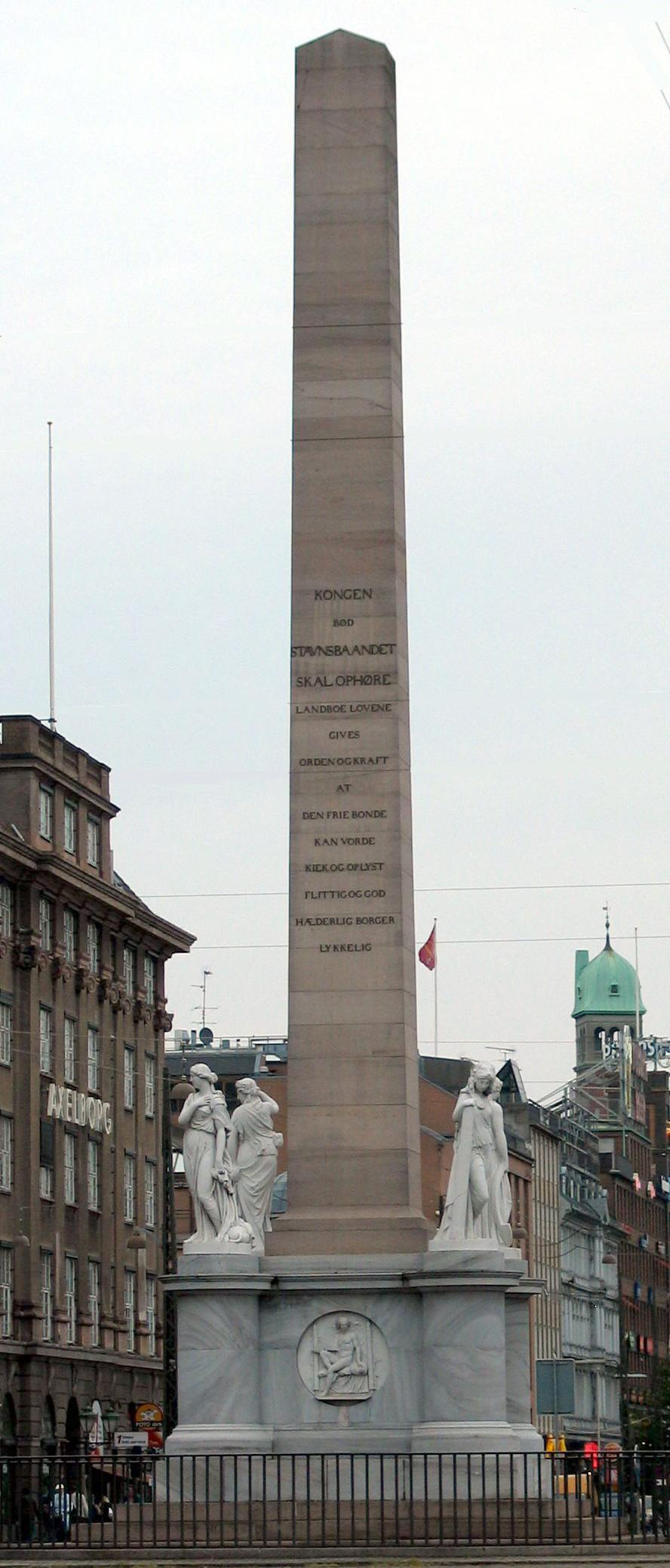
Frihetspelaren i Köpenhamn. Grundstenen lagd 1792.

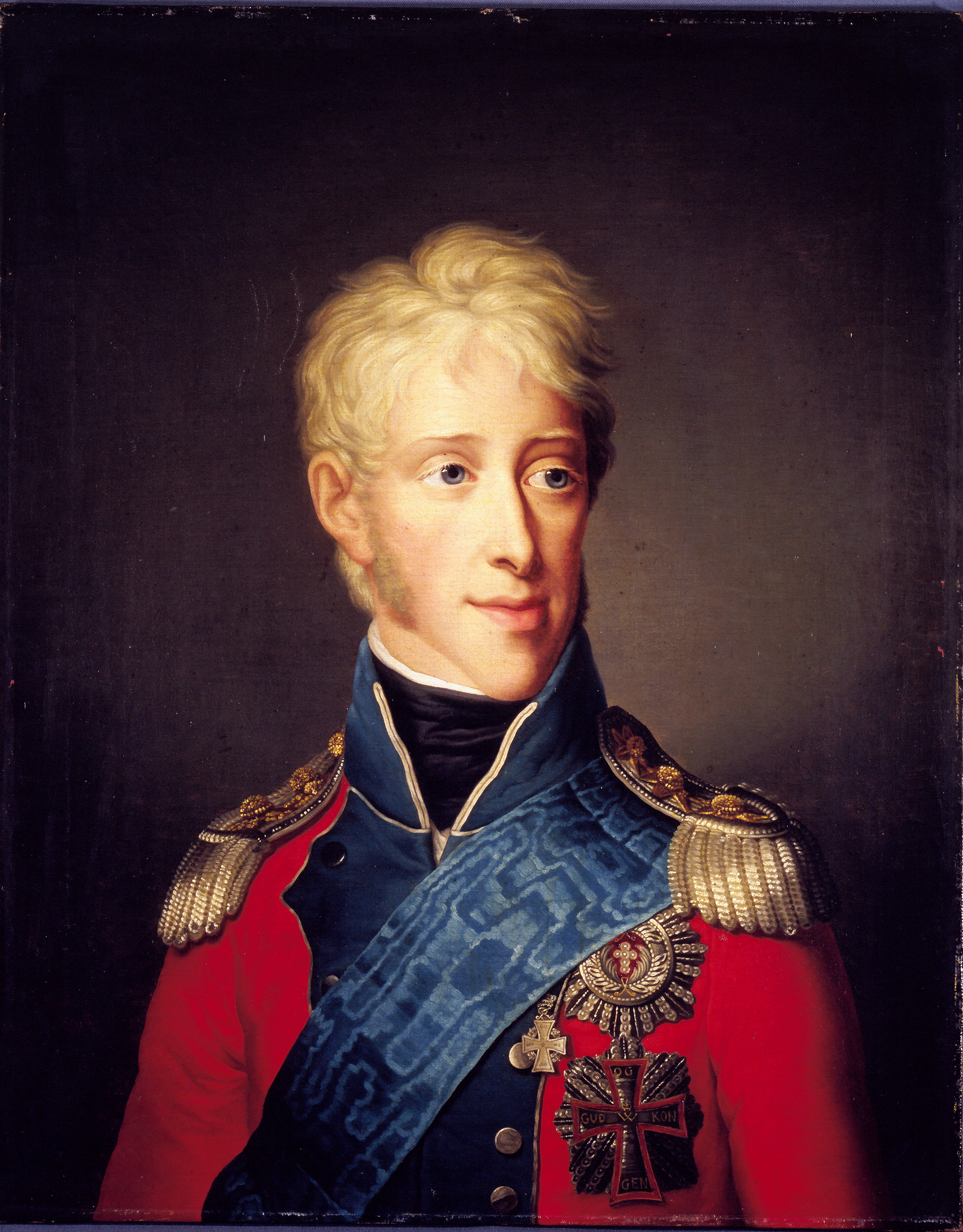
Fredrik VI, dansk kronprins 1784-1808, och kung 1808-1839.

Landboreformerna kallas de jordreformer och sociala reformer som genomfördes i Danmark under perioden 1788 - 1850, särskilt från år 1800 och framåt.
Landboreformerna innebar avskaffande av diverse livegenskapsliknande lagar som förekommit i Danmark sedan medeltiden. Landboreformerna innebar också att Danmark genomförde en jordreform, där adelns jord delades ut till bönderna. 
Bönderna i Danmark hade innan reformens genomförande, inte ägt någon jord.
Landboreformerna är en av de mest betydelsefulla händelserna i Danmarks nyare historia, och kom att ha stor betydelse för det danska samhället under mycket lång tid framöver.

## Bakgrund
Danmark var det enda nordiska land som underkastades ett renodlat feodalt system under medeltiden. I de övriga nordiska länderna fanns en stor självägande bondeklass som till skillnad från bönderna i Danmark och övriga Europa, lyckades behålla kontrollen över sin jord efter medeltidens omvälvningar och införande av ett adelsväsen på 1200-talet. 
I Danmark förlorade bönderna istället sin jord, vilket även innebar att man även förlorade sin politiska makt. Till skillnad från i Sverige (med nuvarande Finland) saknade bönderna representation i rigsdagen. I Norge, som tillhörde det danska riket, var bönderna helt självägande, och någon adel exisisterade inte. De norska bönderna hade en viss lokalpolitisk bestämmanderätt genom lagting och sockenstämmor. Norrmännen saknade dock inflytande över dansk rikspolitik. 
Under åren resulterade böndernas situation i Danmark att flera förtryckande lagar stiftades, exempelvis vornedskabet och stavnsbåndet. Dessa lagar tvingade de danska bönderna att arbeta på det gods där de fötts. De fick alltså inte lämna godset för att söka arbete någon annanstans, och lagarna gjorde dem i praktiken livegna.
De danska godsherrarna hade rätten att flytta bönderna mellan sig, och det var också det enda sätt som en bonde kunde komma bort från sin godsherre. Bönderna hade heller inte rätt att resa i riket.
Förutom att bonden var låst vid ett gods, hade godsägaren också, fortfarande på 1700-talet, rätt att slå bönderna i fångjärn om de inte gjorde som godsägaren önskade. Godsägaren hade också rätt att skriva ut bonden till militärtjänst.
Under perioder hade dock bönderna rätten att ge upp sitt jordbruk och flytta till stad, och därigenom bli kvitt sin godsägare. Detta ledde till att Danmark hade en tidigare urbanisering än de övriga nordiska länderna, och under 1700-talet menar danska historiker att det var tal om en ren flykt från landsbygden till städerna. Vid sekelskiftet 1800 bodde hela 20% av danskarna i städer. En siffra som inte skulle uppnås i Sverige förrän 100 år senare.
Inflyttningen till städerna ledde till att produktiviteten i det danska lantbruket sjönk under 1700-talet, och adeln krävde därmed att få införa alltfler förtryckande lagar, för tvinga fler människor till godsen, och därmed åter öka produktiviteten.

## Reformerna
Under 1700-talets upplysning kom debatter igång kring vitt skilda ämnen, däribland moralfilosofi, etik, människovärde, demokrati och ekonomi. De franska filosoferna Rousseau och Voltaire kom att påverka debatten i hela Europa, och deras påverkan ledde senare fram till franska revolutionen.
På grund av en stigande folkmängd i Danmark under 1700-talet, flykt till städerna, och ökande livsmedelsexport till England, började lantbruket få svårt att producera tillräckligt med mat för att föda befolkningen.
Detta ledde till en diskussion i kretsen kring Danmarks kronprins Fredrik, kring böndernas situation. Kronprinsen och några honom nästående personer, ansåg att bönderna inte hade någon verklig motivation till att utföra ett gott arbete, eftersom de inte fick något för det.
Kronprinsen Fredrik, senare Fredrik VI av Danmark, Christian Ditlev Frederik Reventlow, Andreas Peter Bernstorff och den dansk-norske juristen Christian Colbjørnsen ingick i kretsen. Särskilt kronprins Fredriks personliga engagemang i jordreformerna hade stor och avgörande betydelse.
1788 avskaffades lagen stavnsbåndet, och bönderna fick rätt att söka arbete var de ville. 
Efter detta inleddes också en genomgripande jordreform, landboreformerna. Jordreformen innebar att godsägarnas mark från det tidiga 1800-talet började styckas upp, och delas ut till bönderna.
I olika steg utökades sedan jordreformerna under 1800-talet, och bönderna började också ges politisk representation. 1848 tillträdde Danmarks förste statsminister från den politiska sammanslutningen Bondevennernes selskab, Carl Eduard Rotwitt. Bondevennernes selskab skulle senare komma att omvandlas till det politiska partiet Venstre, som grundades 1870.
Jordreformernas huvudfas pågick 1800-1850, men även under andra halvan av 1800-talet genomfördes flera reformer. Det sista steget i reformerna togs 1919, då fideikommisser förbjöds i Danmark, och de sista stora adelsgodsen styckades upp.
Böndernas nya makt, och kontroll över sin egen tid och produktion, innebar att avkastningen från det danska jordbruket steg kraftigt under hela 1800-talet, vilket ytterligare ökade böndernas politiska makt. Denna makt kanaliserades mot slutet av 1800-talet, genom det år 1870 grundade bondepartiet Venstre.